# Седые волосы

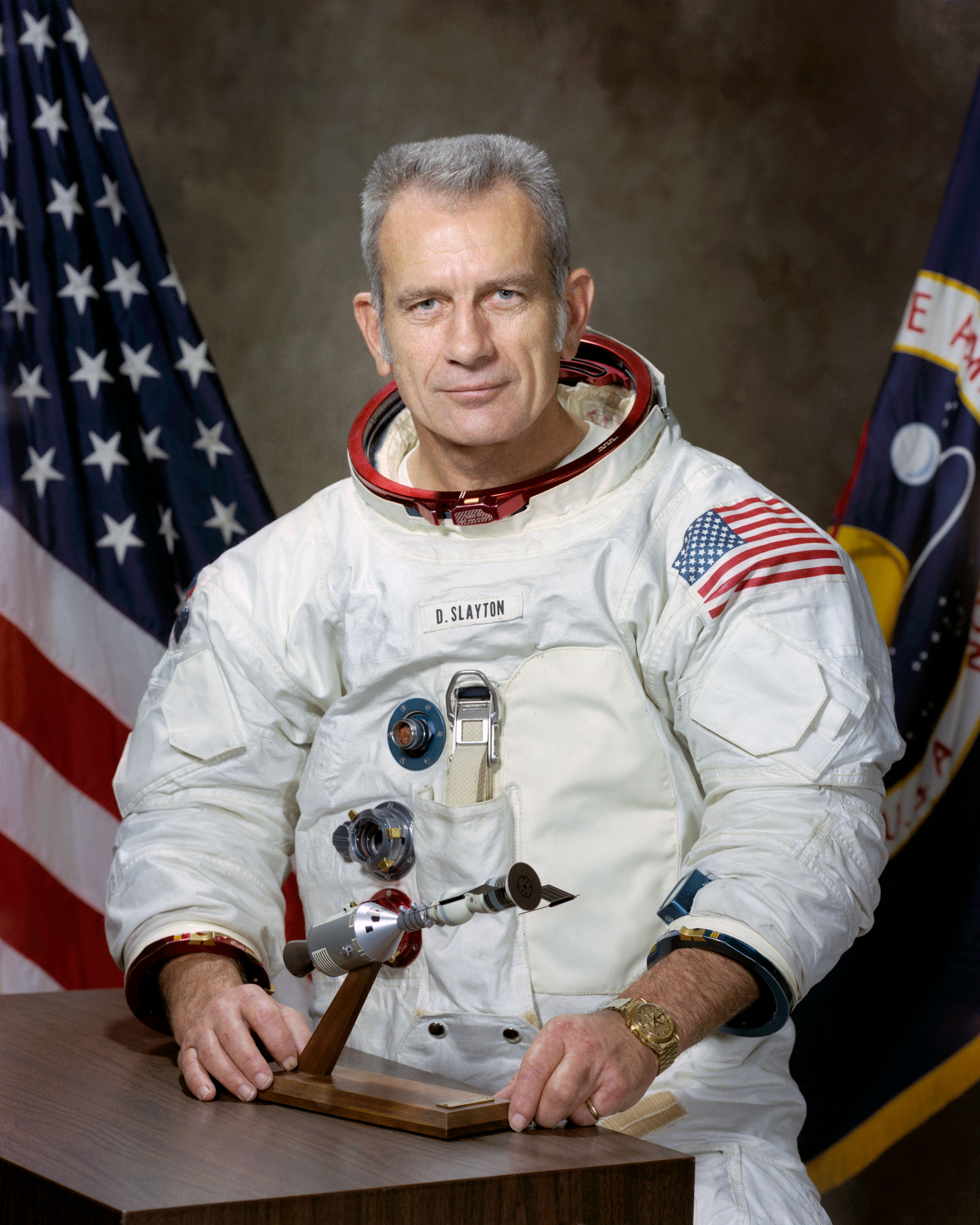
49-летний астронавт Дик Слейтон с седыми волосами в 1973 году

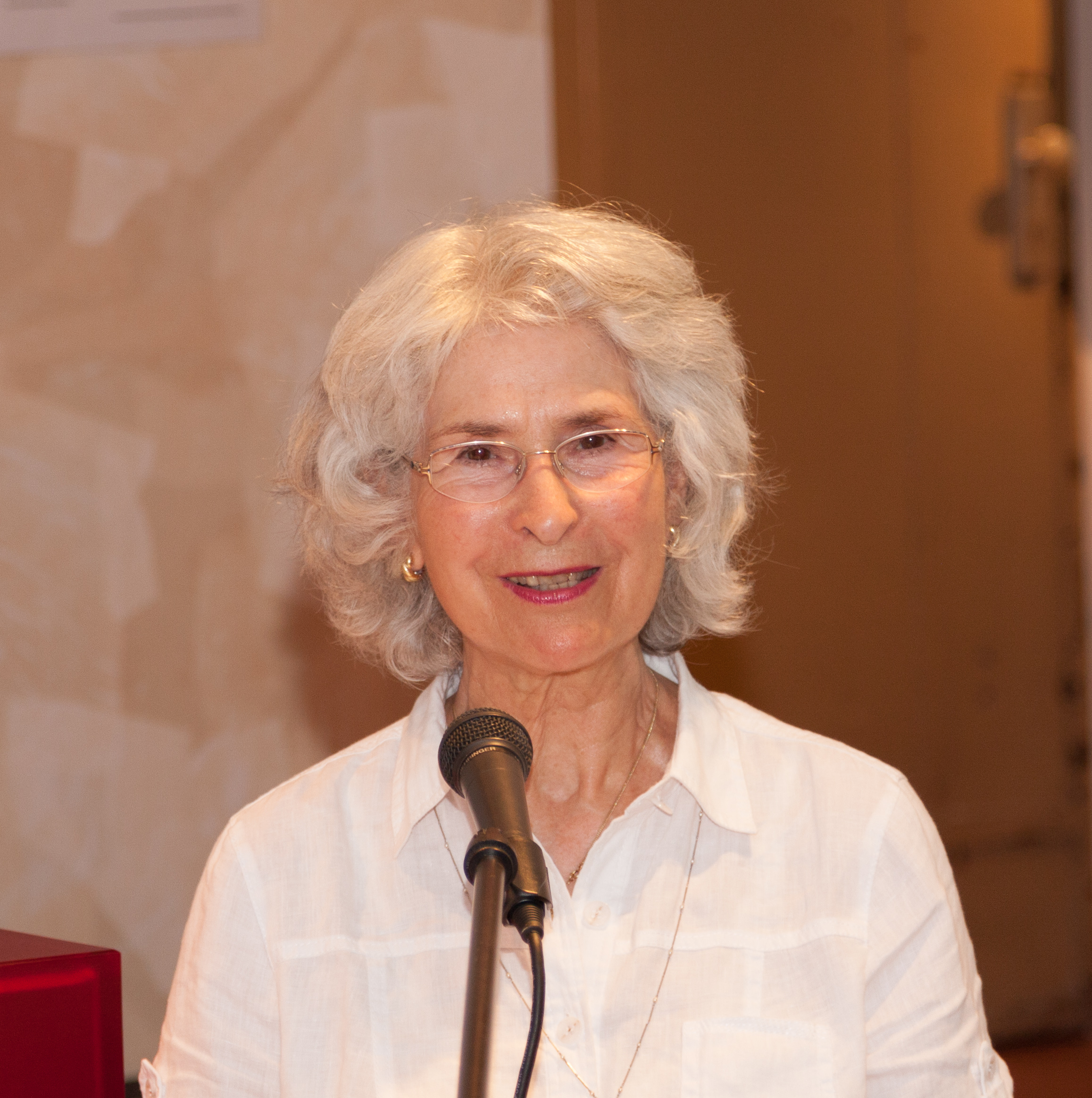
Женщина с седыми волосами

Седые волосы, седина́ — волосы серебристого, желтовато-белого или белого цвета, что вызвано отсутствием более 70 % меланина в пигментации.

## Физиологическое поседение

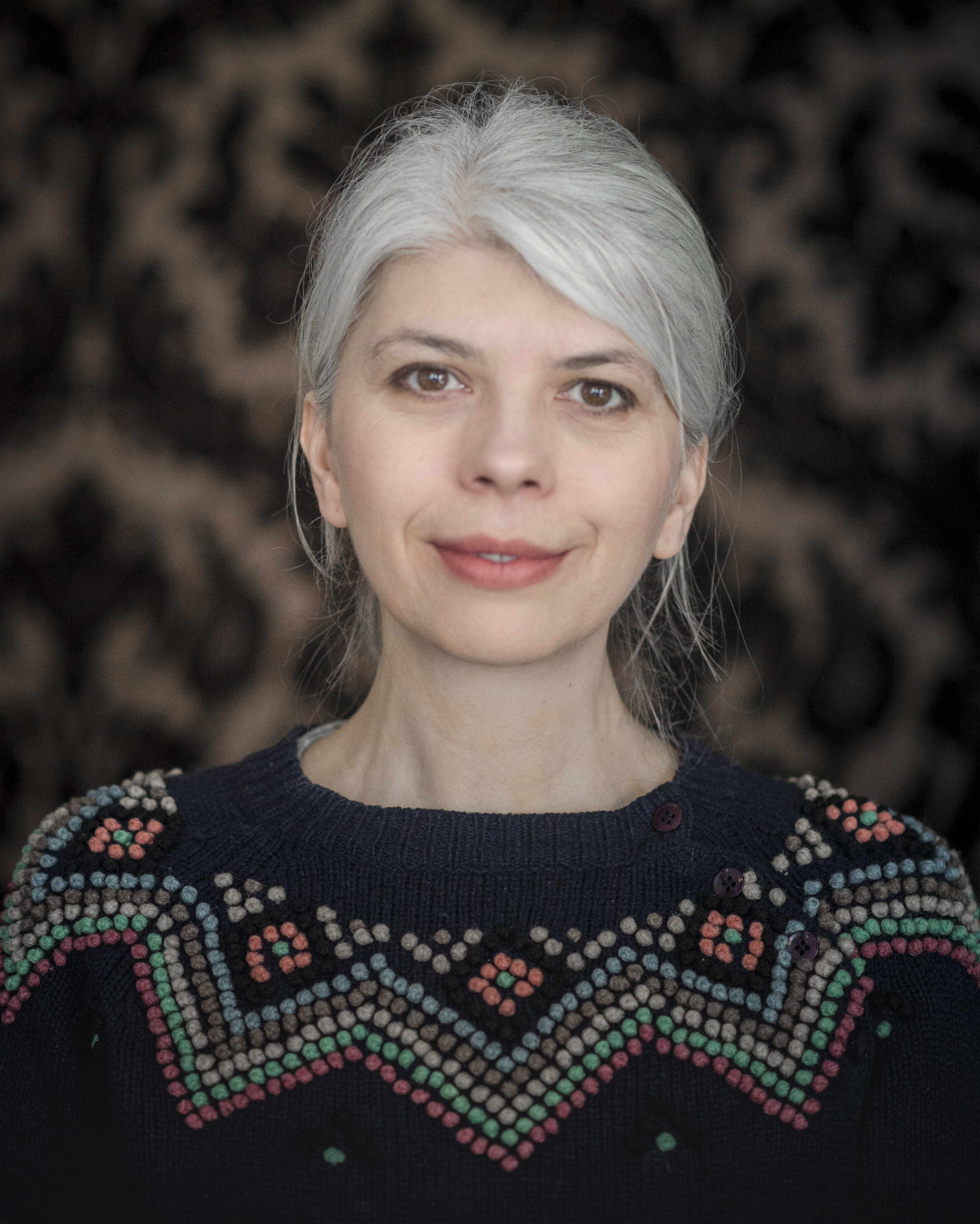
Седые волосы у 43-летней относительно молодой женщины

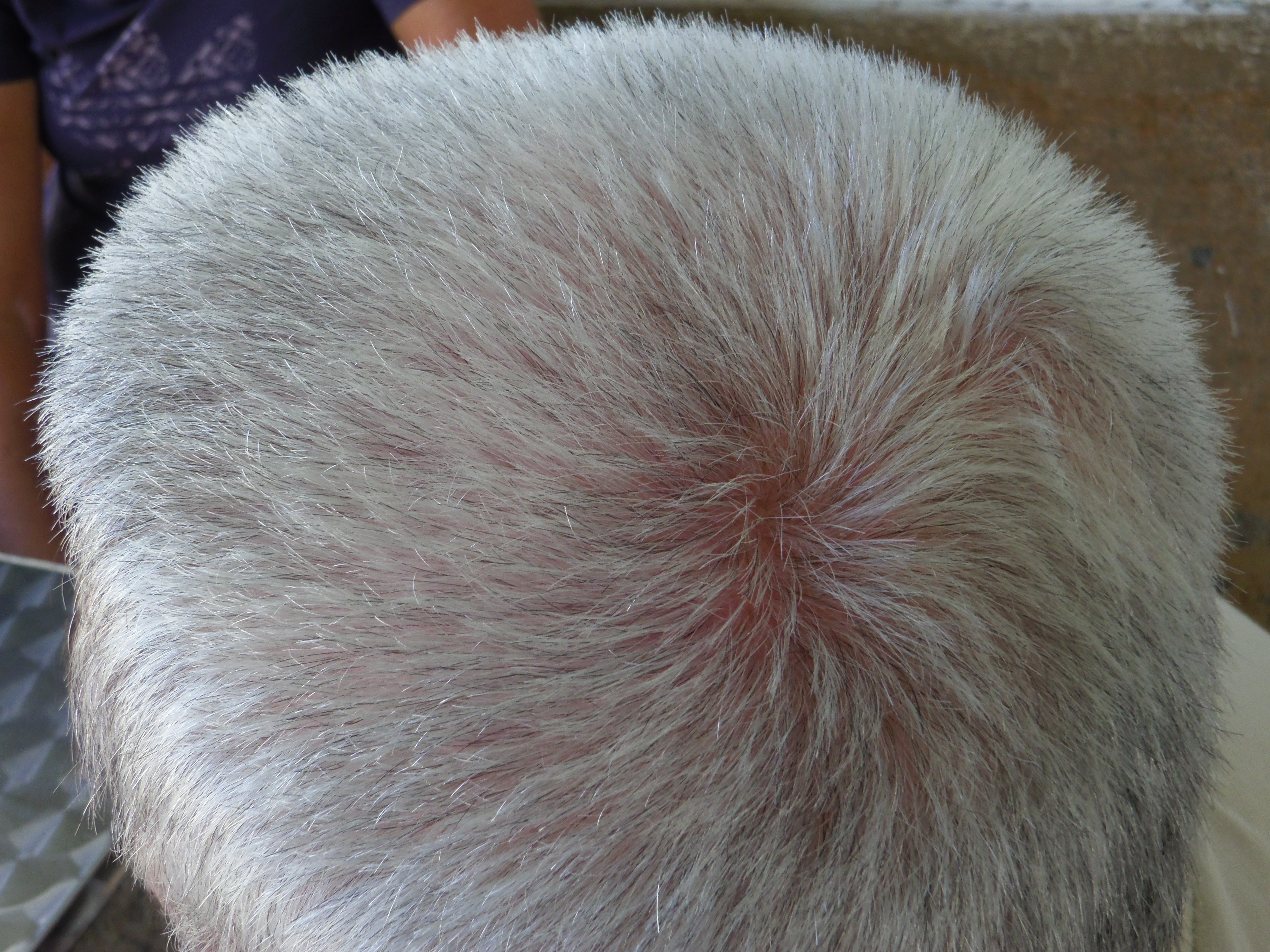
Коротко стриженные седые волосы волосистой части головы. Некоторые волосы неравномерно и слабоокрашенные

Как правило, с возрастом либо под воздействием внутренних факторов (например, альбинизм) волосы изменяют свою структуру. Часто от воздействия стрессов появляются седые волосы. Нарушается выработка меланина, появляется большое количество воздушных пузырьков. В результате волосы приобретают серебристо- или желтовато-белый оттенок.
Кроме того, клетки волос человека производят молекулы перекиси водорода, и чем старше становится человек, тем больше его выделяется. Таким образом, волосы обесцвечиваются изнутри и становятся серыми, а затем полностью белыми. Эксперты сделали это открытие, изучая клеточную культуру волосяных фолликулов. Было зафиксировано, что накопление перекиси водорода вызвано сокращением фермента каталаза, способствующего распаду перекиси водорода на воду и кислород. Волосяные фолликулы не могут возместить ущерб, причинённый перекисью водорода, из-за низкого уровня ферментов, которые обычно выполняют эту функцию (ферменты MSR A и B).
Обычно первые седые волосы у человека появляются в 35 — 40 лет, и затем количество седых волос возрастает; начинают седеть волосы по-разному: у кого-то сначала седеют волосы на висках, у кого-то сначала седеет борода и усы; последними седеют брови. Седая борода считалась у жителей Востока символом мудрости.

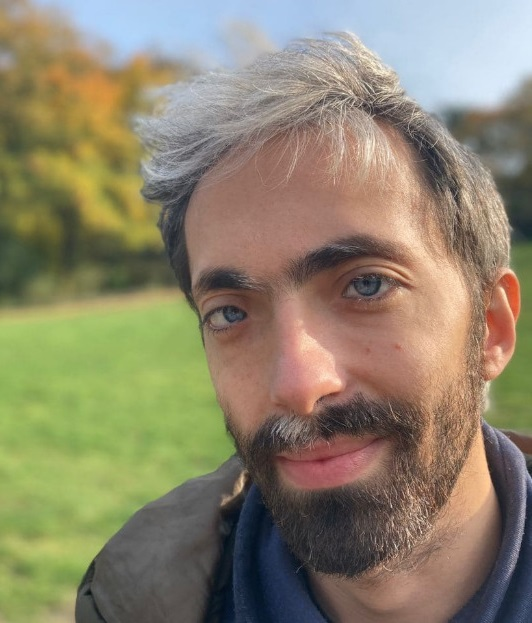
Седина у молодого мужчины, седые волосы на усах и бровях
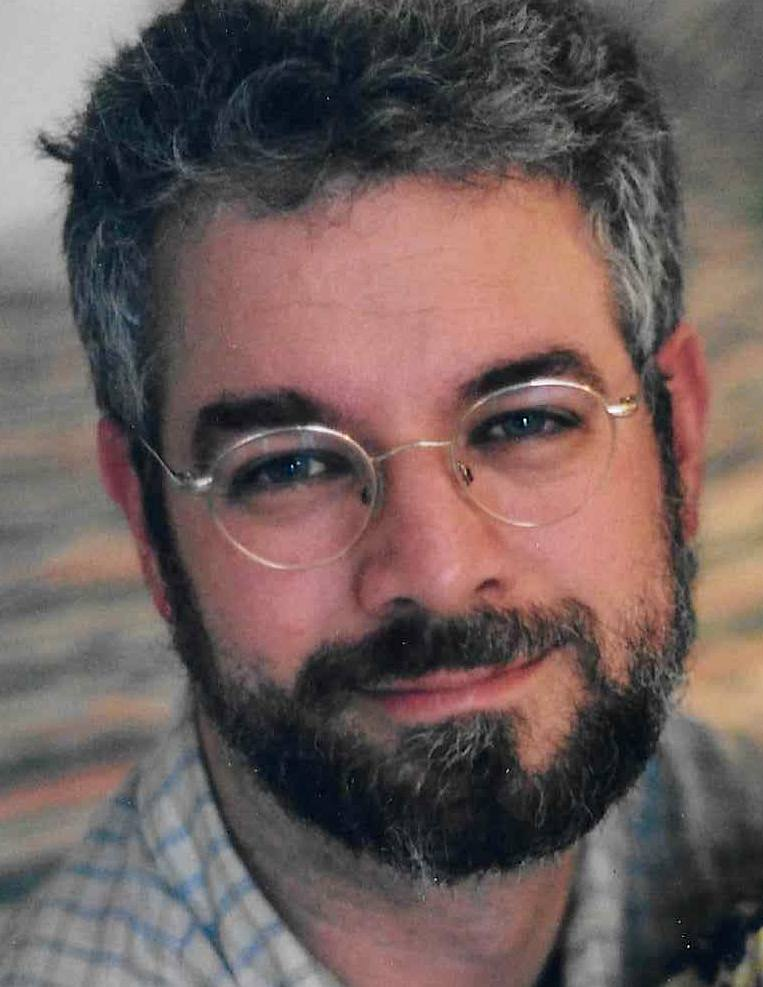
Проседи у 41-летнего мужчины
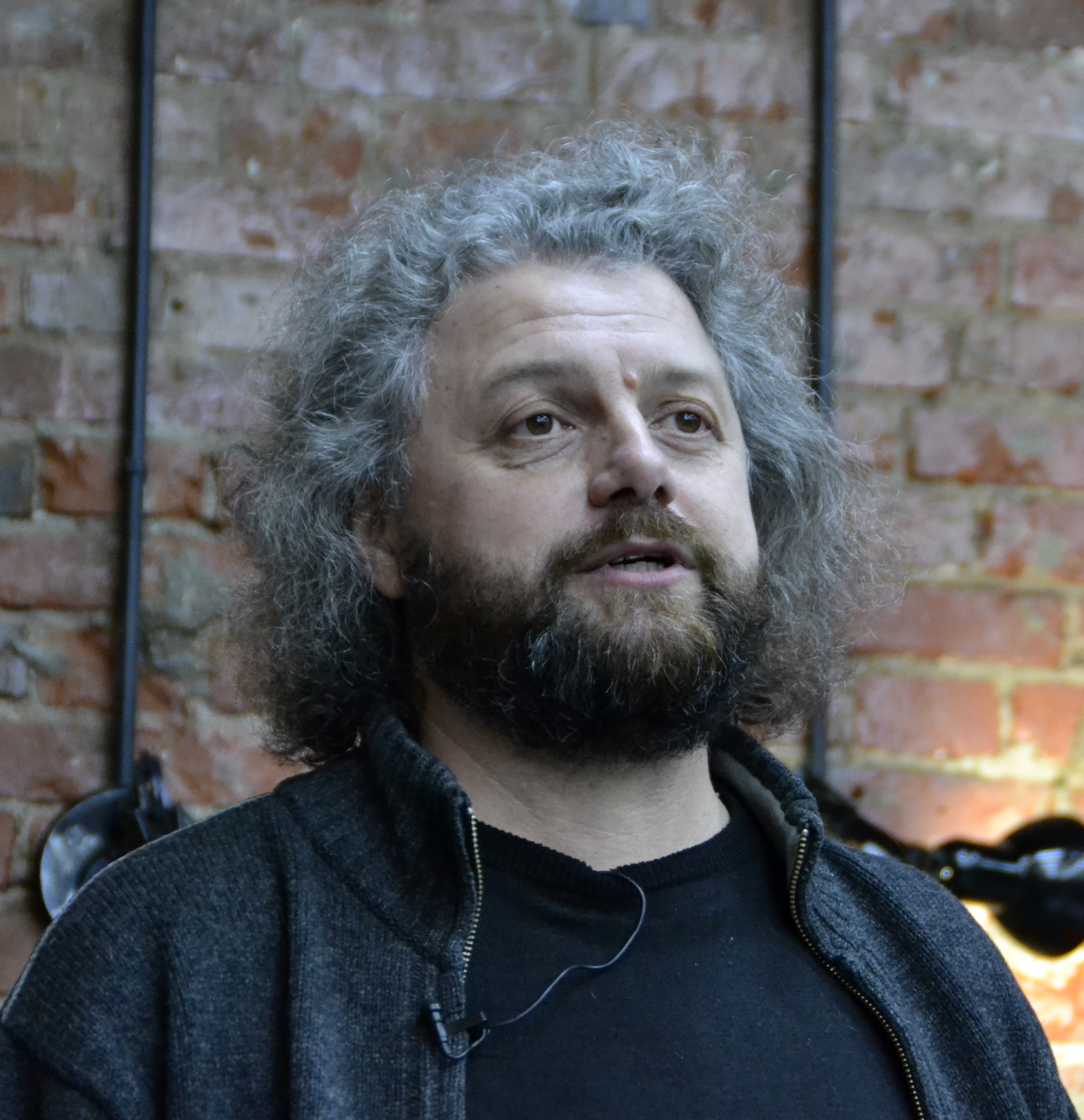
Волосы на голове поседели раньше бороды
Борода поседела раньше волос на голове
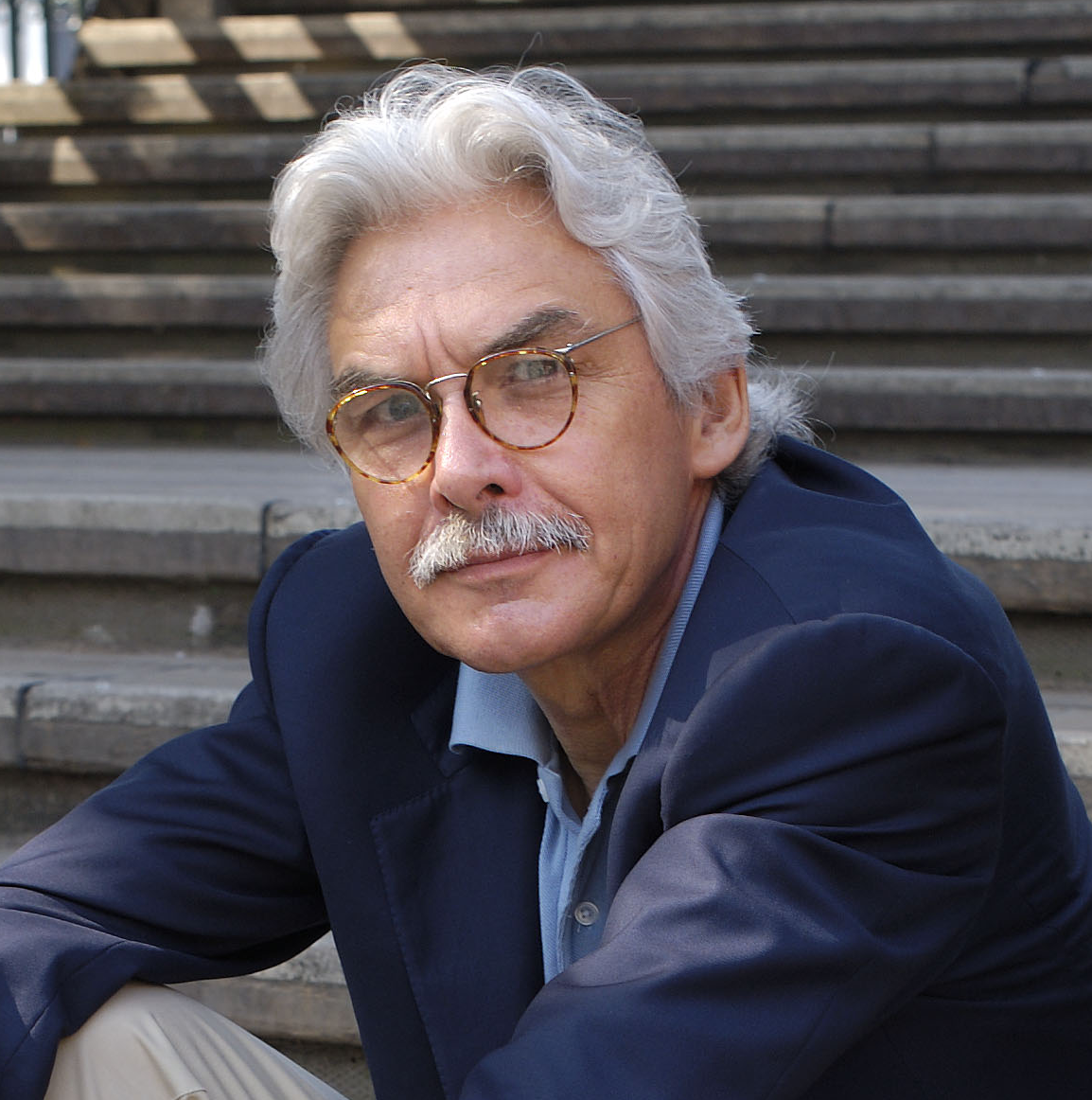
Волосы на голове поседели раньше бровей
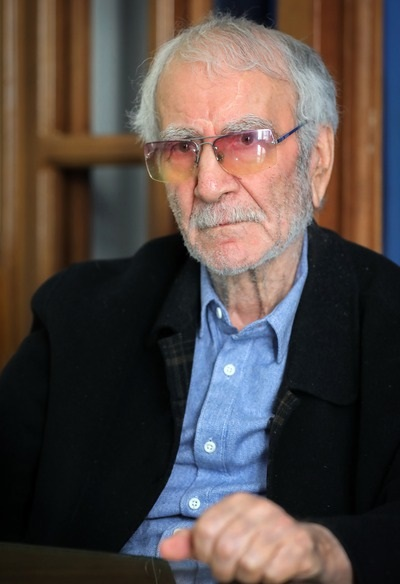
Поседевшие волосы и брови

## Законы
В Туркменистане запретили мужчинам-чиновникам старше 40 лет закрашивать седые волосы.

## Окрашивание седых волос
Окрашивание седых волос помогает на время изменить цвет волос, выглядеть моложе, чем с седыми волосами.

### Камуфлирование седины
Камуфлирование седины — быстрое окрашивание волос специальными красками с натуральными оттенками без аммиака, менее вредно для волос, чем обычное окрашивание, краска смывается водой, камуфлирование занимает 5 — 10 минут, быстрее и лучше результат для светлых и русых волос, не подходит, если седых волос 75 — 100 %. Камуфлирование может скрыть отросшие седые корни после обычного окрашивания волос.

## Восстановители цвета волос
Существуют восстановители цвета волос на основе свинца (Антиседин и другие), восстанавливает цвет волос за 2-3 недели.

## Мода на седые волосы

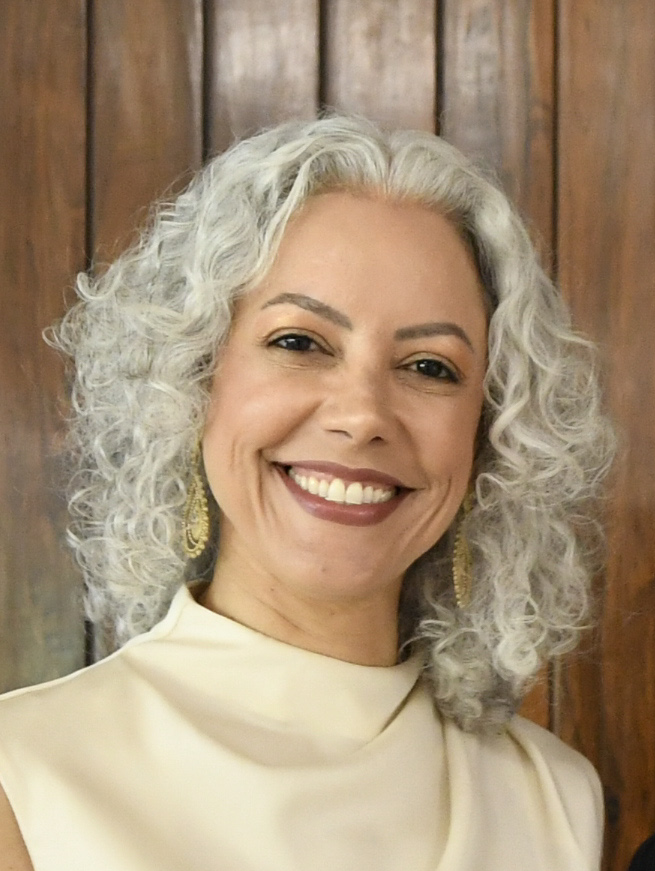
Женщина не скрывающая седые волосы

У женщин в последние годы модно не скрывать седые волосы.

## Преждевременное поседение
Преждевременное поседение